# سیارک ۲۰۱۱
سیارک ۲۰۱۱ (به انگلیسی: 2011 Veteraniya، نامگذاری:1970QB1) دو هزار و یازدهمین سیارک کشف شده‌است که در ۳۰ اوت ۱۹۷۰ کشف شد.
قدر مطلق سیارک برابر ۱۲٫۹۰ است.